# Sufflogobius bibarbatus
Sufflogobius bibarbatus is een baarsachtige uit de familie der Gobiidae.

## Kenmerken
Sufflogobius bibarbatus wordt maximaal 17 centimeter lang en heeft donkere vinnen.

## Leefwijze
Hij leeft in scholen en leeft vooral van fytoplankton en is zelf een prooi voor pinguïns, zeevogels, grotere vissen, bruinvissen en zeeberen.
Onderzoek van de Pennsylvania State University wees uit dat deze grondel ook overleeft in water met een laag zuurstofgehalte. Ze werden waargenomen in water dat in de jaren 60 en 70 van de 20ste eeuw, na overbevissing op sardines, werd overspoeld door kwallen. De grondel eet deze kwallen, hoewel de grondel zelf ook op het menu van die kwallen staat. Sufflogobius bibarbatus is hiermee een van de weinige organismen die kan overleven in het zuurstofarme water, dat hem beschermt tegen roofdieren en hem voedsel verschaft. Hoewel hij na het wegvallen van de sardine ook het enige prooidier is in de omgeving, weet hij er toch in aantal toe te nemen. Door op kwallen te leven, brengt de grondel ook die dieren weer in de voedselketen; andere dieren laten kwallen meestal links liggen. Hoe de vis tot meer dan 10 uur lang kan overleven in het zuurstofarme water is nog niet bekend. Het water is bovendien ook giftig, te wijten aan bacteriën die er waterstofsulfide uitscheiden. Het is evenmin bekend of de grondel de kwallen actief bejaagt of dode exemplaren van de bodem opruimt.

## Verspreiding en leefgebied
Sufflogobius bibarbatus komt voor in volle zee in de Atlantische Oceaan nabij Namibië en Zuid-Afrika, maar werd ook al aangetroffen bij de kust. Hij leeft er op de zeebodem op dieptes tot 340 meter en bij temperaturen tussen 11 en 15 °C. De jonge exemplaren leven meer aan het wateroppervlak, de oudere exemplaren op de bodem.
1. ↑  (en) Sufflogobius bibarbatus op de IUCN Red List of Threatened Species.